# Йоханес Хадлауб
Йоханес Хадлауб (на немски: Johannes Hadlaub) (ок.1280-ок.1340) е късен швейцарски минезингер, произлязъл от буржоазните среди на град Цюрих.

## Живот
Хадлауб бил заможен човек и обичал да общува с патрициите и меценатите на града. Лиричните му песни често носят автобиографични черти и в маниера на народните майстори-певци пресъздават собствените му любовни увлечения и страдания.

## Творби
По образеца на Найдхарт фон Ройентал швейцарският минезингер затрогва слушателите си с непринудени, често грубовати и чувствено откровени описания на човешките страсти и неволи. Поетът създава и множество есенни песни, посветени на жътвата и младото вино.
Предполага се, че Хадлауб е взел дейно участие в съставянето на сборника с песни Манески кодекс (ок.1300), богато украсен с миниатюри и съхраняван днес в Хайделбергската университетска библиотека.

## Признание
През XIX век швейцарският писател Готфрид Келер увековечава образа на поета в творба за любовта на нежния певец „Хадлауб“ от цикъла „Цюрихски новели“ (1877).
Прегърнах я неволно с обич сляпа,

 тя трепна и ухапа

 ръката ми.

Но горест в мен това не породи,

 а само услади

 душата ми.

Ухапването беше тъй приятно,

че болка не изпитах, страдах само

 за нежното ѝ рамо,

 невероятно.

ок. 1300 